# Oval
|  | Per als circuits de curses de traçat ovalat, vegeu Oval (automobilisme). |

Aquest oval, amb només un eix de simetria, s'assembla al perfil d'un ou d'ocell

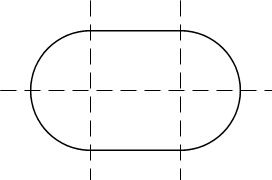
Un rectangle arrodonit consisteix en dos semicercles congruents i dos segments paral·lels; se sol anomenar oval

Un oval, en geometria, és una corba tancada plana que s'assembla a una forma ovoide o el·líptica. A diferència d'altres corbes, el terme oval no està definit clarament i hi ha diverses corbes que són anomenades ovals. Totes tenen en comú els trets següents:
- la seva forma no s'aparta gaire de la d'una circumferència o una el·lipse,
- solen tenir un o dos eixos de simetria i
- són corbes planes diferenciables (textura suau), simples (no s'intersequen), convexes i tancades.

La paraula ovoïdal fa referència a la característica d'oval.
Es mostren dos exemples d'ovals a la dreta: un semicercle vinculat a mitja el·lipse i dos semicercles connectats mitjançant dos segments. Hi ha altres corbes similars.

## Rectangle arrodonit
Una altra forma ovalada és l'anomenada rectangle arrodonit, encara que no és un veritable oval. Les pistes d'atletisme s'acostumen a anomenar ovals, tot i que són rectangles arrodonits.